# Шолкум
Шолку́м (каз. Шөлқұм) — село у складі Казалінського району Кизилординської області Казахстану. Входить до складу Шакенського сільського округу.
Населення — 20 осіб (2021; 142 у 2009, 185 у 1999, 238 у 1989).